# Кок-Тьобе
Кок-Тьобе, Кок-Тюбе (каз. Көктөбе — «Зелений або Блакитний (Небесний) пагорб») — гора у Казахстані, розташована біля міста Алмати. Гора є привабливим туристичним об'єктом. На горі розташована Алматинська телевежа, висота якої сягає 371,5 м. На Кок-Тьобе дістатись можна на автомобілі чи за допомогою автоматизованої канатної дороги.
У 2007 році на горі було встановлено другий на пострадянському просторі (після Донецька) пам'ятник гурту «The Beatles».

## Галерея
|  |  |  |
|  |  |  |